# Hemigrammus pretoensis
Hemigrammus pretoensis är en fiskart som beskrevs av Géry, 1965. Hemigrammus pretoensis ingår i släktet Hemigrammus och familjen Characidae. Inga underarter finns listade i Catalogue of Life.